# Luz negra

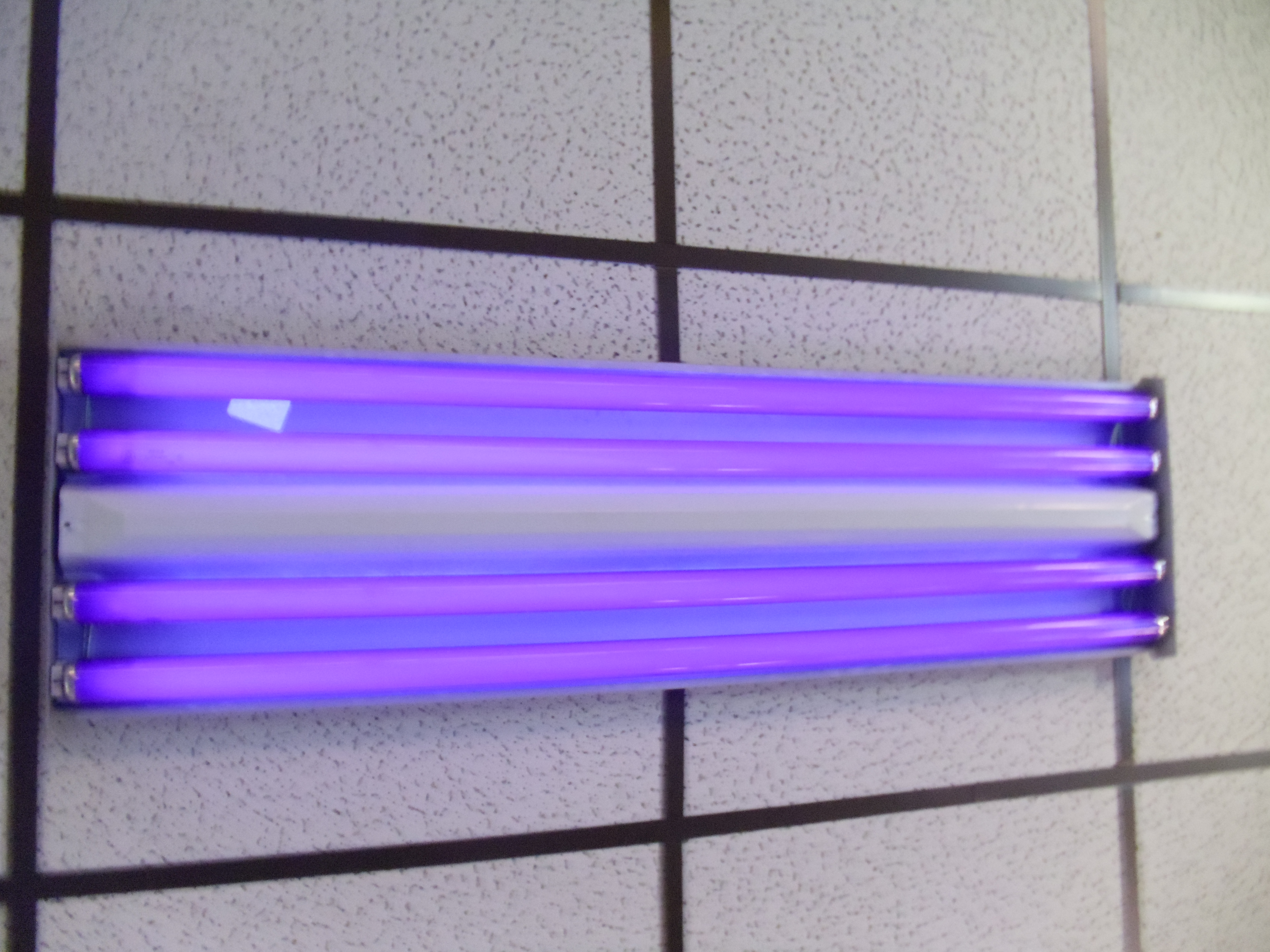
Luzes negras de lâmpadas fluorescentes.

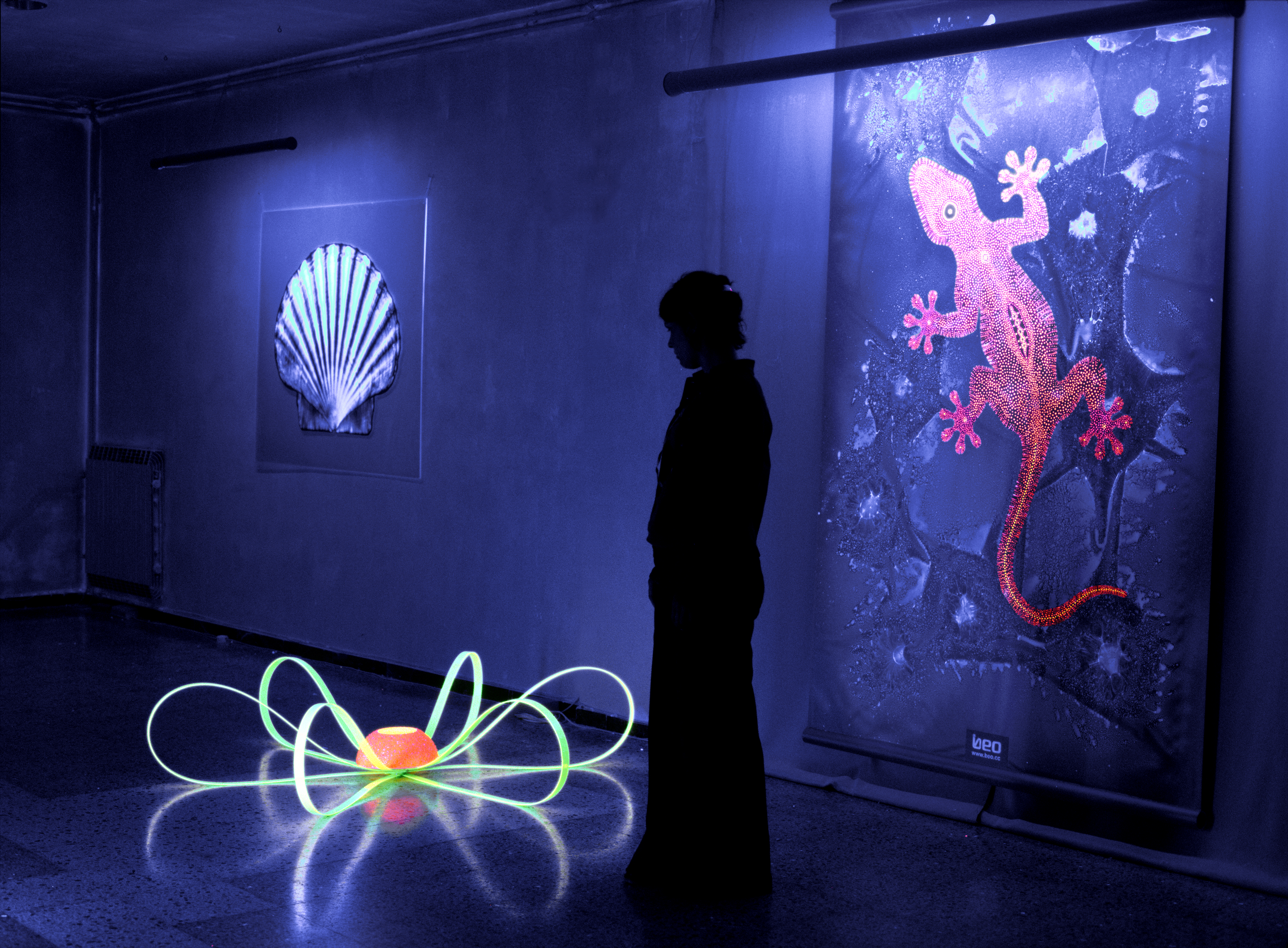
Arte com materiais fluorescentes.

Uma luz negra, também referida como luz UV-A ou luz ultravioleta, é uma lâmpada que emite luz ultravioleta de onda longa (UV-A) e sem muita luz visível.
Este tipo de lâmpada possui um material de filtro violeta, seja na lâmpada ou em um filtro de vidro separado na caixa da lâmpada, que bloqueia a maioria das luzes visíveis e permite através de UV para que a luz tenha um brilho violeta fraco quando estiver ligada. Um segundo tipo de lâmpada produz ultravioleta, mas não tem o material do filtro, de modo que produz mais luz visível e tem uma cor azul. Estes tubos são feitos para uso em armadilhas de insetos.
Fontes de luz negra podem ser lâmpadas fluorescentes, lâmpadas de vapor de mercúrio, diodos emissores de luz (LEDs), láseres ou lâmpadas incandescentes especialmente projetadas; embora as incandescentes não produzam quase nenhuma luz negra (exceto um pouco mais que os tipos de halogêneos) e, portanto, não sejam consideradas verdadeiras fontes de luz negra. Na medicina, na ciência forense e em alguns outros campos científicos, essa fonte de luz é referida como uma lâmpada de Wood, por conta de Robert Williams Wood, que inventou os filtros UV de vidro originais.
Embora muitos outros tipos de lâmpada emitam luz ultravioleta com luz visível, as luzes negras são essenciais quando a luz UV-A sem luz visível é necessária, particularmente na observação da fluorescência, o brilho colorido que muitas substâncias emitem quando expostas a UV. As luzes pretas são empregadas para efeitos de iluminação decorativos e artísticos, usos diagnósticos e terapêuticos em medicina, detecção de substâncias marcadas com corantes fluorescentes, em caçadores de cristais, na detecção de notas falsas, na cura de resinas plásticas, para atrair insetos e na detecção de vazamentos de fluidos refrigerantes que afetam refrigeradores e sistemas de ar condicionado. As fontes fortes de luz ultravioleta de onda longa também são usadas em camas de bronzeamento artificial. Embora a UV-A de baixa potência emitida por luzes negras não seja um perigo para a pele ou para os olhos e pode ser vista sem proteção, fontes de ultravioleta poderosas apresentam perigos e requerem equipamentos de proteção pessoal, como óculos e luvas.